# Pineapple Express (Lied)
Pineapple Express ist der Titel eines 2008 veröffentlichten Liedes von Johnny Colla, David Fredericks und Huey Lewis, das von der US-amerikanischen Band Huey Lewis & the News für den Soundtrack des gleichnamigen, in Deutschland aber als Ananas Express betitelten Film aufgenommen wurde.

## Hintergrund
Huey Lewis & the News hatten 1985 mit dem für den Spielfilm Zurück in die Zukunft aufgenommenen Lied The Power of Love einen Nummer-eins-Hit in den USA gelandet und darüber hinaus ein weiteres Lied (Back in Time) zum Soundtrack des Films beigetragen.
Huey Lewis wurde daher von der Produktionsfirma beauftragt, ein Lied für Pineapple Express zu schreiben. David Gordon Green, der Regisseur des Films, erklärte dazu, die einzige Vorgabe sei gewesen, dass der Song im Sound der 80er-Werke der Band gehalten sein solle. Außerdem sollte sich die Handlung des Films darin widerspiegeln, und Lewis sollte den Titel des Films so oft wie möglich nennen.
„Sie sagten ‘Wir wollen ein Lied, das Pineapple Express heißt’. Ich sagte, ‘Oh, das wird schwer werden.’ Sie sagten ‘Das ist eine Marihuana-Sorte,’ und ich sagte ‘Wie Panama Red? Kein Problem!’“ erinnerte sich Lewis in einem Interview mit der Los Angeles Times.
Das Lied wurde von der Band im Studio D in Sausalito aufgenommen. Die Produktion übernahmen Lewis und Colla.

## Rezeption
James Christopher Monger schrieb für allmusic, das Lied sei „eine Rückkehr in die Sports-Ära“ der Band und spiegele den „bluesigen, saxophongetriebenen Backbeat“ von The Heart of Rock & Roll und I Want a New Drug wider. Es sei „keineswegs ein schlechtes Lied“, doch das „Fehlen eines erinnerbaren Refrains“ und die Integration eines Soundsamples des Schauspielers Seth Rogen beim Kiffen hinterließen „den Eindruck einer Parodie.“